# Lac Qiandao
Le lac Qiandao  (en chinois : 千岛湖, littéralement « lac au mille îles ») est un lac de barrage du xian de Chun'an dans la province du Zhejiang en Chine. Il est le résultat de l'installation d'une station hydroélectrique sur le fleuve Qiantang en 1959.

## Histoire
1 078 îles se trouvent sur les 573 km2 du lac et de nombreuses constructions ont été englouties dont Shi Cheng, une ancienne cité de la dynastie Han. Cela en fait un site touristique important dans la région.

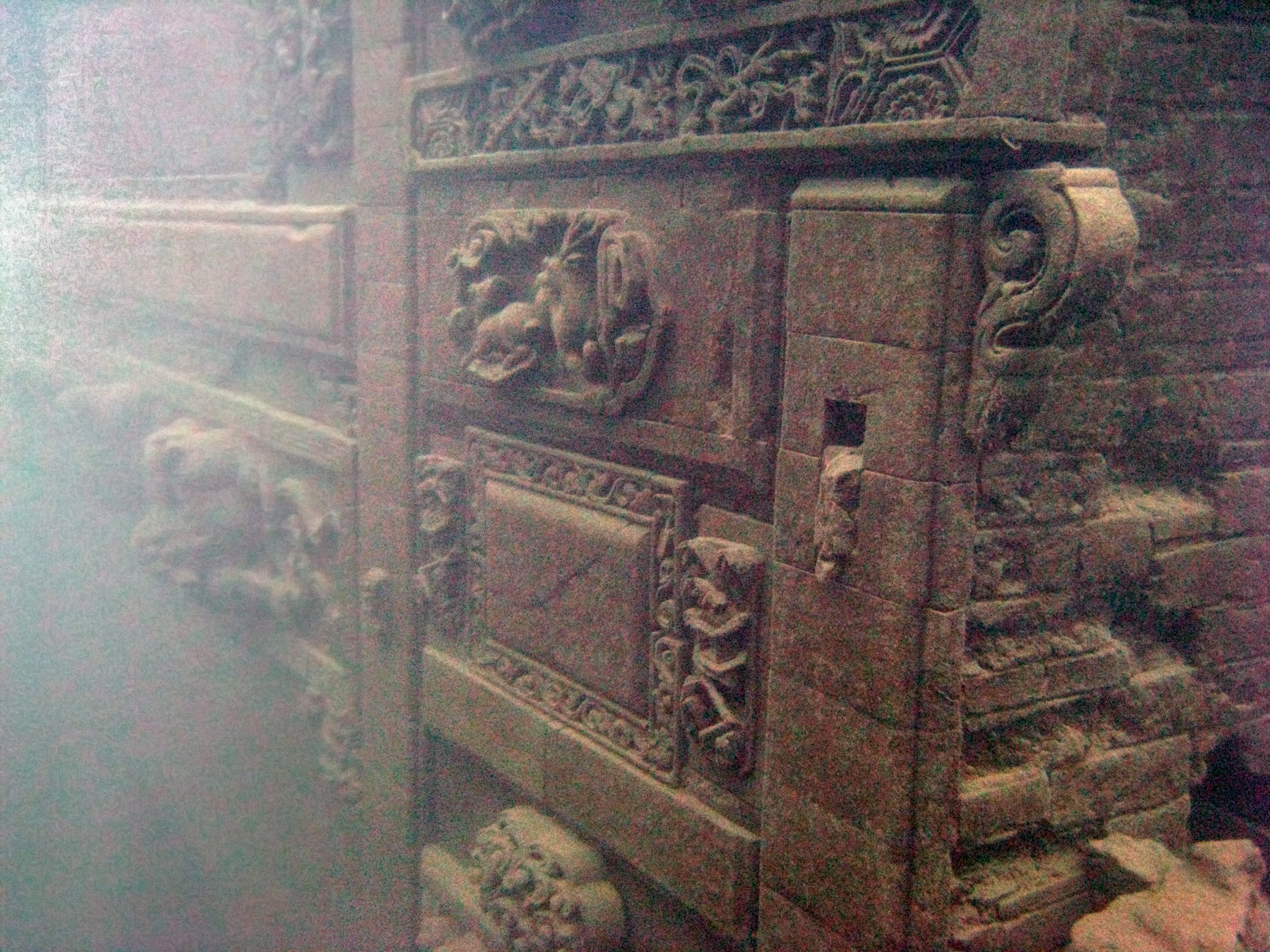
Photographie de l'ancienne cité de Shi Cheng engloutie.

En 1994, des touristes taïwanais sont enlevés et assassinés dans ce qui est nommé l'incident du lac Qiandao (en).

## Économie
L'eau du lac sert pour la marque d'eau minérale Nongfu Spring et la brasserie Hangzhou Qiandaohu (en) porte le nom du lac.
Depuis les années 2000, le lac a vu se développer l'élevage d'esturgeons qui fournirait en 2017, selon certaines sources, déjà près de 35% de la production mondiale de caviar, dont 80% serait exportée vers l'Europe,